# Hans Strotzka
Hans Strotzka (* 18. November 1917 in Wien; † 16. Juni 1994 ebenda; vollständiger Name: Johann Hugo Strotzka) war ein österreichischer Mediziner, Tiefenpsychologe, Psychotherapeut und Hochschulprofessor.

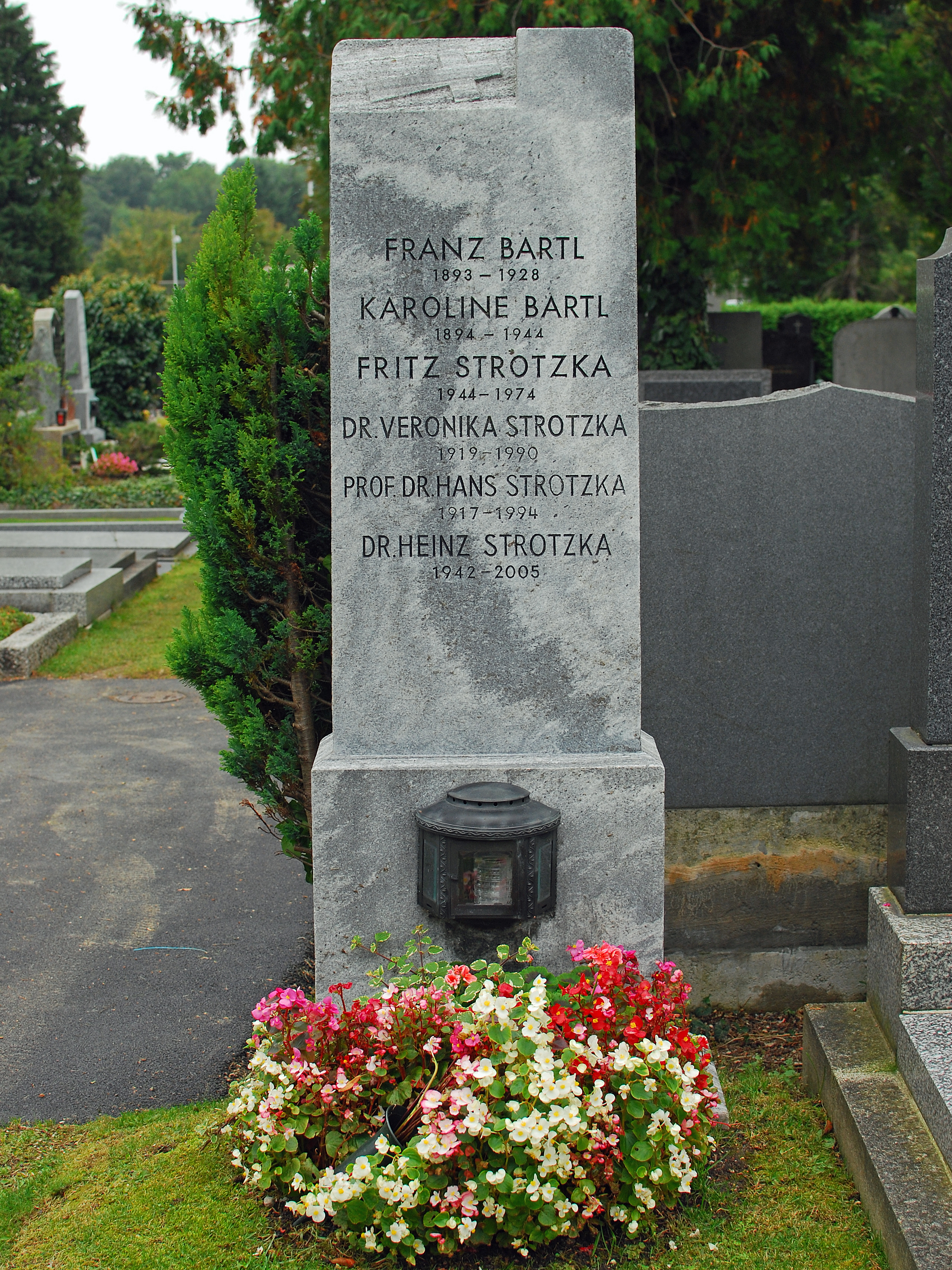
Grab Hans Strotzka, Hietzinger Friedhof

## Leben
Er war Gründungsvorstand der Universitätsklinik für Tiefenpsychologie und Psychotherapie an der Medizinischen Fakultät der Universität Wien, Gründer des Dachverbands Psychotherapeutischer Vereinigungen Österreichs und des Österreichischen Arbeitskreises für Gruppentherapie und Gruppendynamik (ÖAGG) sowie Mitglied des Expertenrates für Psychiatrie der WHO. Von 1979 bis 1989 leitete er gemeinsam mit Jürgen Pelikan das Ludwig-Boltzmann Institut für Medizin- und Gesundheitssoziologie.
2002 rief der Österreichische Dachverband der Vereine und Gesellschaften für Psychische und Soziale Gesundheit (pro mente austria) den nach ihm benannten Hans-Strotzka-Preis ins Leben.
Hans Strotzka wurde in Wien auf dem Hietzinger Friedhof in einem ehrenhalber gewidmeten Grab (Gruppe 56, Nummer 69) bestattet.

## Werke (Auswahl)
- Einführung in die Sozialpsychiatrie, 1965 und 1968 und 1981, ISBN 3531220144
- Psychotherapie und soziale Sicherheit, 1969 und 1993, ISBN 3456303556
- Gesundheit für Millionen. Sozialpsychiatrie heute, 1972 und 1997, ISBN 3446024085
- Neurose, Charakter, soziale Umwelt (Geist und Psyche), 1973, ISBN 3463180952
- (Hg.) Der Psychotherapeut im Spannungsfeld der Institutionen, Wien-München, 1980
- Psychotherapie und Tiefenpsychologie, 1982, ISBN 321182572X
- Fairness, Verantwortung, Fantasie, 1983, ISBN 3-7005-4474-X
- Macht. Ein psychoanalytischer Essay, 1985, ISBN 3552037306 und 1988, ISBN 3596423031
- Arzt – Patient, Kommunikation im Krankenhaus, 1986, ISBN 3-85076-200-9
- Schwerpunktthema Altern, Aufsatzsammlung, Psychologie-Verl.-Union, Weinheim 1988 DNB 890471142